# Distretto di Huasta
Il distretto di Huasta è un distretto del Perù nella provincia di Bolognesi (regione di Ancash) con 2.425 abitanti al censimento 2007 dei quali 1.610 urbani e 815 rurali.
È stato istituito il 28 gennaio 1863.